# Élősdi csészegomba
Az élősdi csészegomba (Dumontinia tuberosa) a Sclerotiniaceae családba tartozó, Európában és Észak-Amerikában honos, szellőrózsákon élősködő gombafaj. Nemzetségének egyetlen faja.

## Megjelenése
Az élősdi csészegomba termőteste 1-2,5 cm átmérőjű csésze, amely hosszú nyélen ül és egy föld alatti egy szkleróciumból (kemény, áttelelő, kitartó teleprész) nő ki. Egy szklerócium több termőtestet is fejleszthet. A csésze kezdetben gömbszerű, zárt, később körte vagy tölcsér formájú lesz, végül korongszerűen kiterül, széle pedig hullámossá válik. A termőtest külső oldala sima, színe okkersárga, vagy világosbarna. A belső termőréteg szintén sima, sötétbarna, vörösesbarna színű. Húsa vékony, törékeny, megszáradva bőrszerű. Szaga nincs, íze édeskés.
Tönkje 2-8 cm hosszú, és 0,2-0,4 cm vastag. Alakja karcsú, nyúlánk, többnyire többszörösen elgörbülő, a csúcsán, a korong aljánál megvastagodik. Csúcsán világosbarna színű, lejjebb feketés. A szklerocium 1-3 cm hosszú és 0,5-1,5 cm széles szabálytalan gumó, amely kívül feketés, belseje fehéres, puha.
Spórapora fehéres-krémszínű. Spórája elliptikus, sima felszínű, mérete 13,5-16,5 × 6,5-8 µm.

### Hasonló fajok
A hasonlít a kis, barna csészegombákra, de nyele, szkleróciuma és élőhelye alapján jól azonosítható. 

## Elterjedése és életmódja
Európában és Észak-Amerikában honos. Magyarországon nem ritka.
Nedves talajú lomb- és vegyes erdőkben, patakpartokon található meg. Különböző szellőrózsa-fajokon élősködik. Márciustól májusig terem.

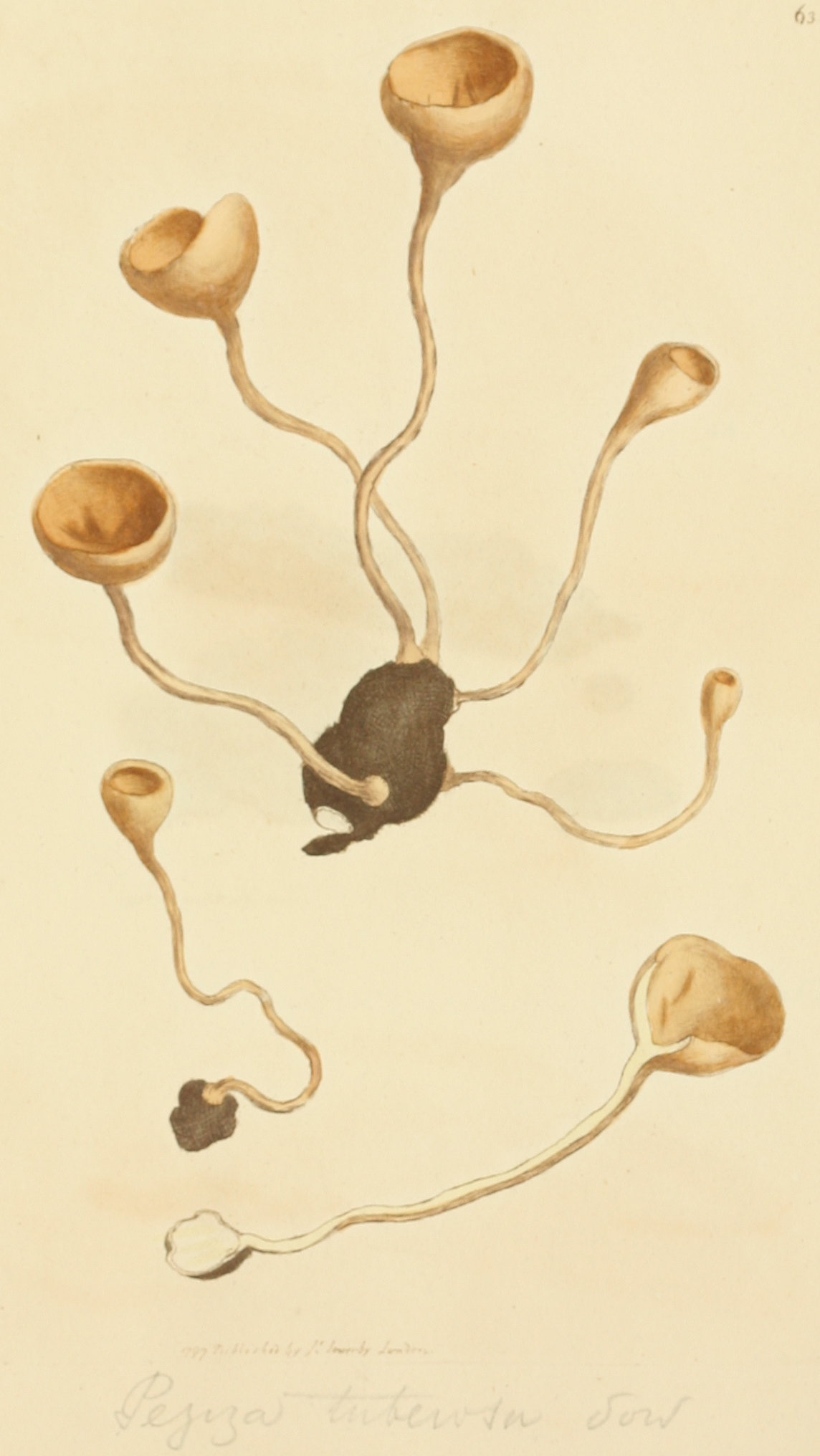
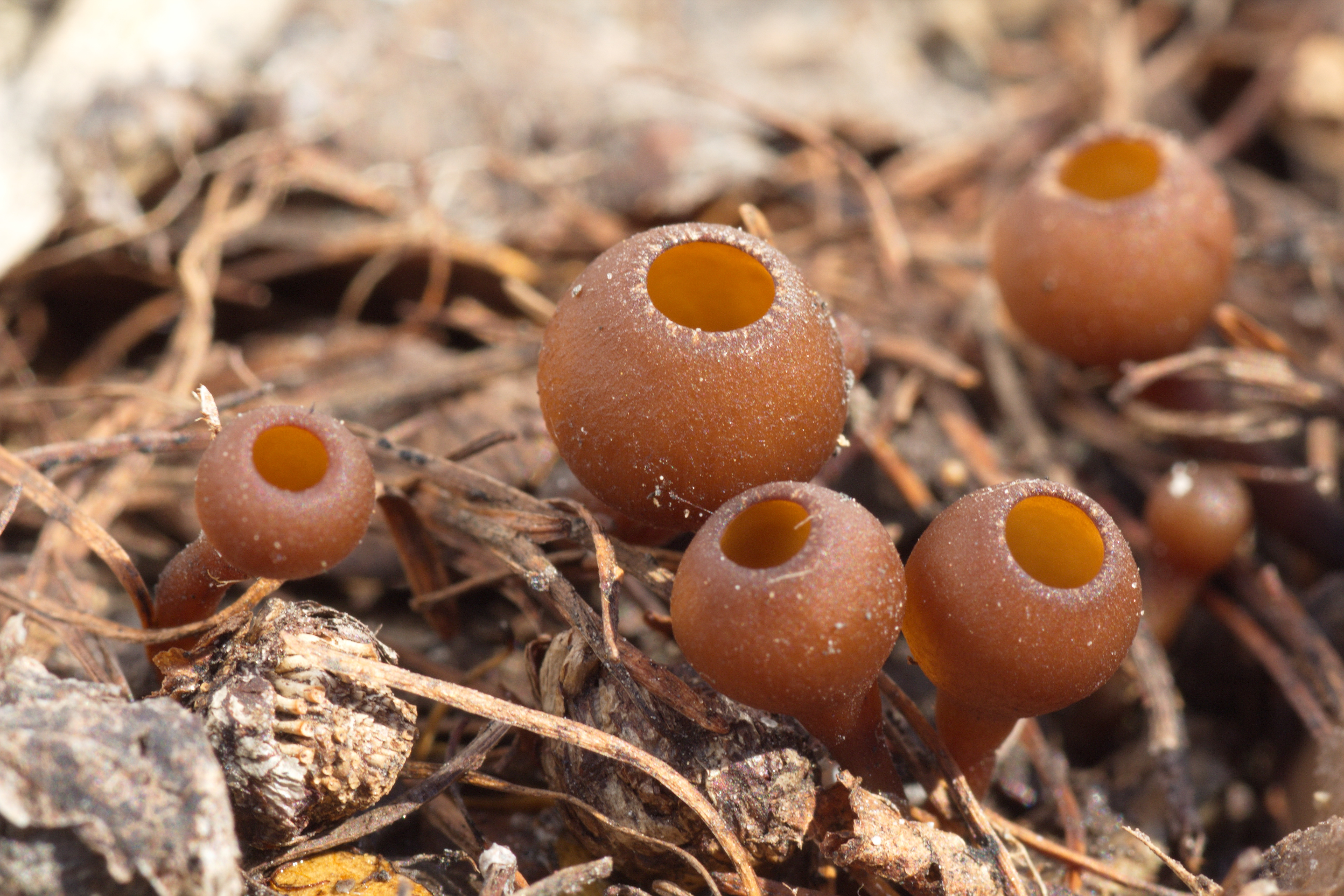
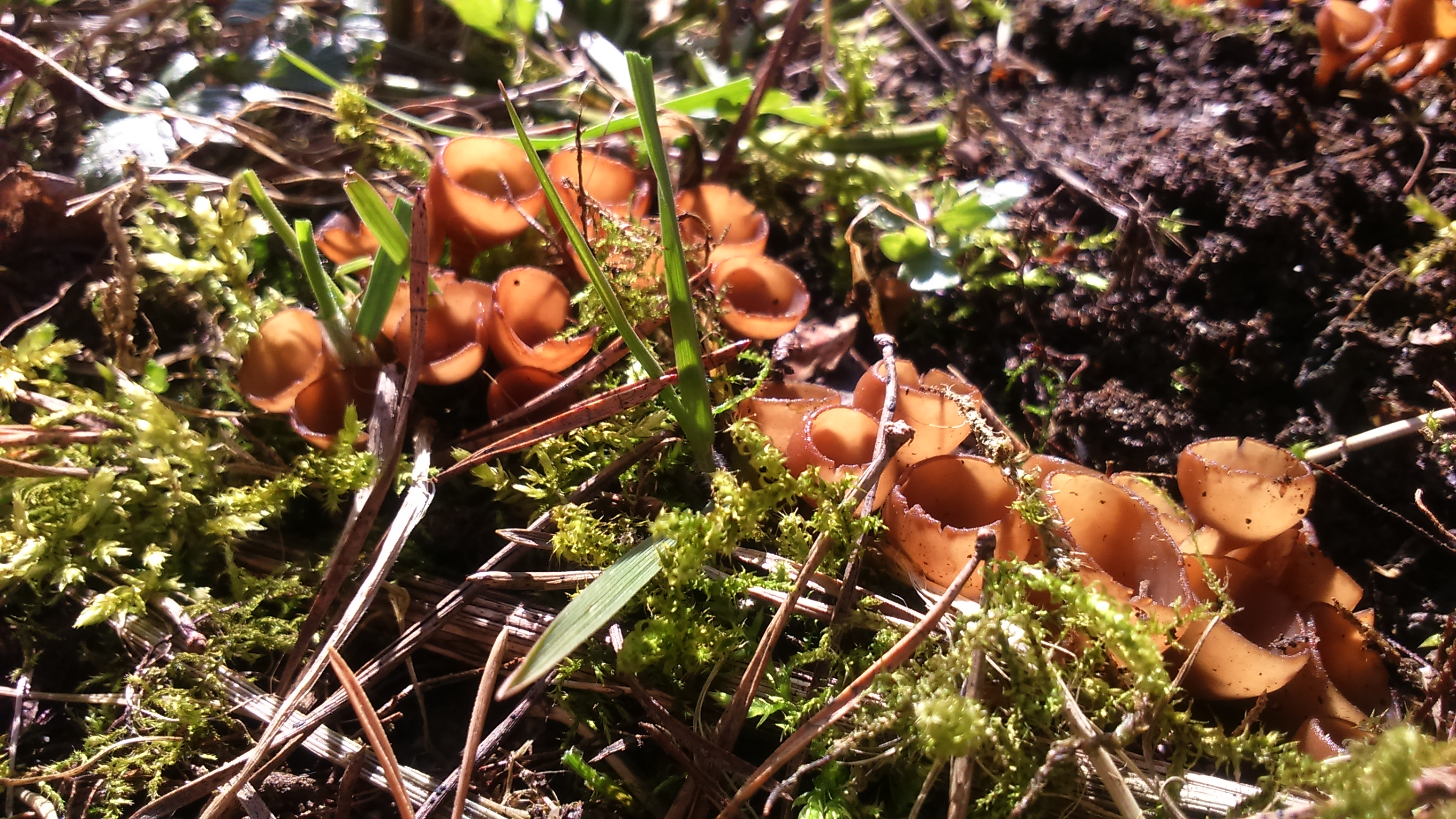
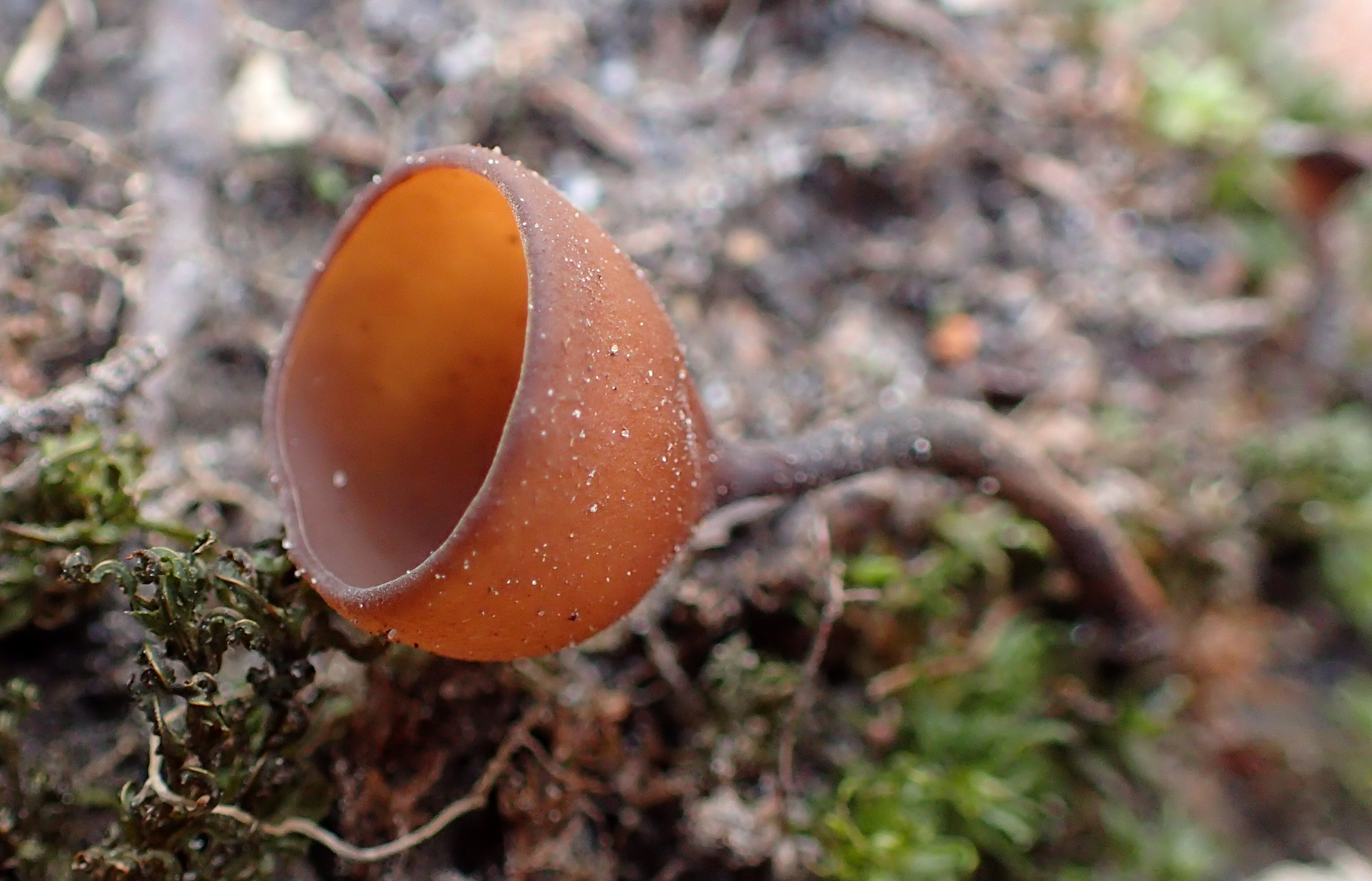
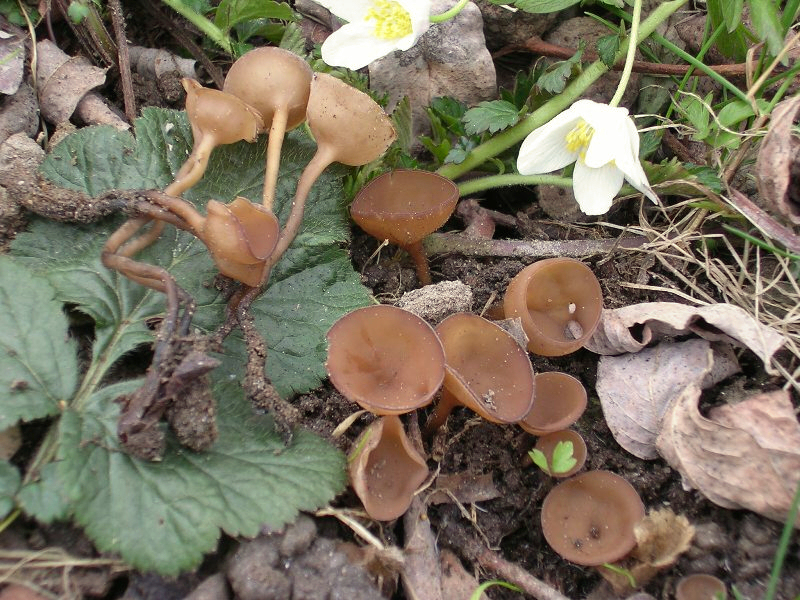

Nem ehető.